# Ukraine aux Jeux mondiaux de 2017
Cet article contient des informations sur la participation et les résultats de l' Ukraine aux Jeux mondiaux de 2017 à Wrocław en Pologne.

## Médailles

### Or
| Sport                                  | Discipline                         | Sportifs                                     |
| Médailles d'or : 10 (+5 démonstration) |                                    |                                              |
| Force athlétique                       | Hommes - Poids lourds              | Sergii Bilyi                                 |
| Force athlétique                       | Hommes - Poids super-lourds        | Oleksii Rokochiy                             |
| Force athlétique                       | Femmes - Poids moyens              | Larysa Soloviova                             |
| Ju-jitsu                               | Hommes - Combat -62 kg             | Bohdan Mochulskyi                            |
| Karaté                                 | Hommes - Kumite -75 kg             | Stanislav Horuna                             |
| Muay-thaï                              | Hommes -63,5 kg                    | Igor Liubchenko (en)                         |
| Muay-thaï                              | Hommes -67 kg                      | Serhii Kuliaba (en)                          |
| Muay-thaï                              | Hommes -91 kg                      | Oleh Pryimachov                              |
| Sumo                                   | Femmes - Poids légers              | Svitlana Trosiuk                             |
| Trampoline                             | Femmes - Trampoline synchronisé    | Nataliia Moskvina (en) Svitlana Malkova (en) |
| Aviron indoor (dem.)                   | Femmes - 500 m - Toute catégorie   | Olena Buryak                                 |
| Aviron indoor (dem.)                   | Femmes - 2 000 m - Toute catégorie | Olena Buryak                                 |
| Aviron indoor (dem.)                   | Hommes - 500 m - Toute catégorie   | Anton Bondarenko                             |
| Kick-boxing (dem.)                     | Hommes 63,5 kg                     | Orfan Sananzade                              |
| Kick-boxing (dem.)                     | Hommes 71 kg                       | Vitalii Dubina                               |

### Argent
| Sport                                     | Discipline                         | Sportifs                                |
| Médailles d'argent : 7 (+2 démonstration) |                                    |                                         |
| Escalade                                  | Hommes - Vitesse                   | Danyil Boldyrev                         |
| Force athlétique                          | Hommes - Poids moyen               | Volodymyr Rysiev                        |
| Force athlétique                          | Femmes - Poids super-lourds        | Tetyana Melnyk                          |
| Karaté                                    | Femmes - Kumite -61 kg             | Anita Serogina                          |
| Muay-thaï                                 | Hommes -75 kg                      | Vasyl Sorokin                           |
| Sumo                                      | Femmes - Open                      | Ivanna Berezovska                       |
| Trampoline                                | Hommes - Trampoline synchronisé    | Mykola Prostorov (en) Dmytro Byedyevkin |
| Aviron indoor (dem.)                      | Hommes - 2 000 m - Toute catégorie | Anton Bondarenko                        |
| Kick-boxing (dem.)                        | Hommes 91 kg                       | Roman Holovatiuk                        |

### Bronze
| Sport                   | Discipline               | Sportifs                        |
| Médailles de bronze : 9 |                          |                                 |
| Bowling                 | Femmes - Simple          | Daria Kovalova                  |
| Gymnastique acrobatique | Femmes - Duo             | Veronika Habelok Irina Nazimova |
| Force athlétique        | Hommes - Poids moyen     | Andrii Naniev                   |
| Force athlétique        | Hommes - Poids lourds    | Dmytro Semenenko                |
| Nage avec palmes        | Femmes - 50 m Apnée      | Kateryna Dyelova                |
| Nage avec palmes        | Femmes - 100 m Bi-palmes | Iryna Pikiner (ru)              |
| Nage avec palmes        | Femmes - 200 m Surface   | Anastasiia Antoniak             |
| Nage avec palmes        | Femmes - 400 m Surface   | Anastasiia Antoniak             |
| Sumo                    | Femmes - Poids moyens    | Maryna Maksymenko               |